# Luboš Motl
Luboš Motl (* 5. prosince 1973 Plzeň) je český teoretický fyzik, zabývající se teorií superstrun, resp. obecnými problémy kvantové gravitace.

## Fyzikální činnost
Vystudoval Matematicko-fyzikální fakultu Univerzity Karlovy a Rutgers University. Poté působil na Harvardově univerzitě jako junior fellow a později odborný asistent. Od roku 2007 po ukončení jeho působení na Harvardu žije v Plzni.
Je jedním z autorů tzv. maticové teorie (neporuchová formulace teorie strun), dále se věnoval teorii twistorů, AdS/CFT korespondenci, smyčkové kvantové gravitaci a dalším tématům teoretické fyziky.[zdroj?]
Do češtiny přeložil knihu Briana Greenea Elegantní vesmír (Mladá fronta 2001), s Milošem Zahradníkem je spoluautorem učebnice Pěstujeme lineární algebru (Karolinum 1995).

## Názory a internetové diskuse
Často publikuje nejrůznější texty na webu, zejména na Neviditelném psu (a to jak popularizační články o vědě, tak o životě v Americe), je jedním z moderátorů usenetové diskusní skupiny sci.physics.strings. Je rovněž znám jako vášnivý účastník diskusí a flame warů pod články, v nichž propaguje konzervativní názory, politiku ODS a kritizuje poměry v ČR, levicovost a politickou korektnost.
Píše poezii pod pseudonymem Lumo.